# Yannick Ponsero
Yannick Ponsero (ur. 17 października 1986 w Annecy) – francuski łyżwiarz figurowy, startujący w konkurencji solistów. Uczestnik mistrzostw świata i Europy, wicemistrz świata juniorów (2005) oraz mistrz Francji (2009).
W 2009 roku został mistrzem Francji pod nieobecność faworyta Brian Jouberta. Na mistrzostwach Europy 2009 w Budapeszcie uplasował się tuż za podium przegrywając brązowy medal o 0,06 pkt z Belgiem Kevinem Van Der Perrenem.
W styczniu 2011 roku zawiesił swoją karierę sportową, aby skupić się na studiowaniu fizjoterapii.

## Osiągnięcia
| Zawody                                | 01–02          | 02–03          | 03–04          | 04–05          | 05–06          | 06–07          | 07–08          | 08–09          | 09–10          | 10–11          |                |                |                |                |                |                |                |
| Międzynarodowe                        | Międzynarodowe | Międzynarodowe | Międzynarodowe | Międzynarodowe | Międzynarodowe | Międzynarodowe | Międzynarodowe | Międzynarodowe | Międzynarodowe | Międzynarodowe | Międzynarodowe | Międzynarodowe | Międzynarodowe | Międzynarodowe | Międzynarodowe | Międzynarodowe | Międzynarodowe |
| ------------------------------------- | -------------- | -------------- | -------------- | -------------- | -------------- | -------------- | -------------- | -------------- | -------------- | -------------- | -------------- | -------------- | -------------- | -------------- | -------------- | -------------- | -------------- |
| Mistrzostwa świata                    |                |                |                |                |                | 14             | 18             | 16             |                |                |                |                |                |                |                |                |                |
| Mistrzostwa Europy                    |                |                |                |                |                | 12             | 12             | 4              | 6              |                |                |                |                |                |                |                |                |
| GP Cup of China                       |                |                |                |                |                | 7              |                |                | 5              |                |                |                |                |                |                |                |                |
| GP Cup of Russia                      |                |                |                |                |                |                | 6              |                |                |                |                |                |                |                |                |                |                |
| GP NHK Trophy                         |                |                |                |                | 7              |                |                | 3              |                |                |                |                |                |                |                |                |                |
| GP Skate America                      |                |                |                |                | 5              |                |                |                |                |                |                |                |                |                |                |                |                |
| GP Skate Canada International         |                |                |                |                |                | 6              | 6              | 4              |                |                |                |                |                |                |                |                |                |
| GP Trophée Eric Bompard               |                |                |                |                |                |                |                |                | 5              |                |                |                |                |                |                |                |                |
| International Cup of Nice             |                |                |                |                |                |                | 1              | 1              | WD             |                |                |                |                |                |                |                |                |
| Nebelhorn Trophy                      |                |                |                |                |                |                |                | 3              | 6              |                |                |                |                |                |                |                |                |
| NRW Trophy                            |                |                |                |                |                |                |                |                | 1              |                |                |                |                |                |                |                |                |
| Uniwersjada                           |                |                |                |                |                |                |                |                |                | 9              |                |                |                |                |                |                |                |
| Międzynarodowe: Kategorie młodzieżowe |                |                |                |                |                |                |                |                |                |                |                |                |                |                |                |                |                |
| Mistrzostwa Świata Juniorów           | 8              | 14             | 9              | 2              | 3              |                |                |                |                |                |                |                |                |                |                |                |                |
| JGP w Czechach                        |                |                | 5              |                |                |                |                |                |                |                |                |                |                |                |                |                |                |
| JGP we Francji                        |                |                |                | 1              |                |                |                |                |                |                |                |                |                |                |                |                |                |
| JGP w Holandii                        | 9              |                |                |                |                |                |                |                |                |                |                |                |                |                |                |                |                |
| JGP w Niemczech                       |                |                |                | 5              |                |                |                |                |                |                |                |                |                |                |                |                |                |
| JGP w Polsce                          |                |                | 6              |                |                |                |                |                |                |                |                |                |                |                |                |                |                |
| JGP na Słowacji                       |                | 3              |                |                |                |                |                |                |                |                |                |                |                |                |                |                |                |
| JGP we Włoszech                       | 13             | 6              |                |                |                |                |                |                |                |                |                |                |                |                |                |                |                |
| Olimpijski festiwal młodzieży Europy  |                | 2              |                |                |                |                |                |                |                |                |                |                |                |                |                |                |                |
| Krajowe                               |                |                |                |                |                |                |                |                |                |                |                |                |                |                |                |                |                |
| Mistrzostwa Francji                   | 14             |                | 10             | 5              | 5              | 2              | 2              | 1              | 2              |                |                |                |                |                |                |                |                |
| Master’s de Patinage                  | 1 J            | 1 J            | 1 J            | 1 J            | 4              | 3              | 2              |                |                |                |                |                |                |                |                |                |                |